# Love Walked In (альбом)
Love Walked In — студийный альбом американской певицы и пианистки Дайан Шуур, записанный при участии продюсера Эла Шмитта. Релиз состоялся в 1996 году на лейбле GRP Records.

## Отзывы критиков
| Оценки критиков                            | Оценки критиков |
| Источник                                   | Оценка          |
| ------------------------------------------ | --------------- |
| AllMusic                                   | [ 1 ]           |
| The Encyclopedia of Popular Music          | [ 2 ]           |
| MusicHound Jazz: The Essential Album Guide | [ 3 ]           |
| The Rolling Stone Jazz & Blues Album Guide | [ 4 ]           |

Скотт Яноу в своей рецензии для AllMusic отметил, что интерпретации просты и не содержат особой импровизации, хотя Шуур звучит довольно проникновенно, демонстрируя влияние Дины Вашингтон позднего периода, при этом избыточность ранних лет Шуур исчезла, и на её месте появился тёплый и умиротворённый голос, лучше всего звучащий в балладах.

## Список композиций
1. «Love Walked In» (Джордж Гершвин, Айра Гершвин) — 2:14
2. «Time After Time» (Сэмми Кан, Джул Стайн) — 3:20
3. «Say It Isn’t So» (Ирвинг Берлин) — 4:04
4. «Blue Gardenia» (Лестер Ли, Боб Расселл) — 3:05
5. «Never Let Me Go» (Рэй Эванс, Джей Ливингстон) — 4:50
6. «Nothing Ever Changes My Love for You» (Марвин Фишер, Джек Сигал) — 3:51
7. «Sunday Kind of Love» (Барбара Белль, Анита Леонард, Луи Прима, Стэн Роудс) — 4:00
8. «How Deep Is the Ocean» (Ирвинг Берлин) — 3:36
9. «You’re a Sweetheart» (Гарольд Адамсон, Джимми Макхью) — 2:37
10. «I Wanna Be Loved» (Джонни Грин, Эдвард Хейман, Билли Роуз) — 4:36

## Чарты
| Чарт (1996)                     | Высшая позиция |
| ------------------------------- | -------------- |
| США (Billboard Top Jazz Albums) | 12             |